# Gela
Gela je italské město v oblasti Sicílie, největší město provincie Caltanissetta.

## Historie
Město bylo založeno řeckými kolonisty z Rhodu a Kréty roku 689 př. n. l.. V roce 580 př. n. l. obyvatelé Gely založili město Akragás (Agrigento).
Zdejší tyran Gelón se roku 485 př. n. l. zmocnil sousedních Syrákús a v Gele nechal vládnout svého bratra Hieróna I. Ve městě roku 456 př. n. l. zemřel jeden z nejslavnějších řeckých dramatiků Aischylos, podle legendy tak, že mu orel shodil na hlavu želvu. 
V roce 334 př. n. l. dal řecký vojevůdce a politik Timoleonte sídlo opevnit, zbytky hradby o délce 350 metrů a výšce až 8 metrů a tloušťce 2 metry byly objeveny archeologickým výzkumem  z roku 1954 a jsou zpřístupněny.
Římské antické město v roce 948 dobyli Arabové a do roku 1091 je podřídili svému emirátu Sicílie. V roce 1233 byla tato  Terra nova či Eraclea  kolonizována římským císařem Fridrichem II., hrad Castelluccio 7 km východně byl postaven již rpku 1143. 
Ve 14. století Fridrich III. Sicilský postavil pevnost. 
V roce 1860 se město po dlouhém období španělské a Bourbonské nadvlády stalo součástí Italského království. po roce 1812 byl dosavadní název města Terranova změněn na Terranova di Sicilia a v roce 1927 zaveden současný název Gela.
Na pobřeží u Gely se vyloďovali spojenci při invazi na Sicílii (operace Husky) v roce 1943.

## Vývoj počtu obyvatel
Počet obyvatel